# Nuka Eskimo Diva
|  | Denne artikel er oprettet af botten PalnaBot ud fra en ekstern database. Den kan derfor have sproglige fejl eller mangler. Denne skabelon kan fjernes efter kontrol af indholdet. |

Nuka Eskimo Diva er en dokumentarfilm instrueret af Lene Stæhr efter manuskript af Lene Stæhr, Ola Saltin.

## Handling
Nuka repræsenterer på mange måder det moderne Grønland og dets subkulturer. Nuka er homoseksuel og ligner en japansk popstar. Han kommer fra overklassen og er en af de grønlændere, der ikke taler landets sprog og som nok er eksponent for mange af Grønlands aktuelle problemstillinger. Og på grund af hans mange forsøg på at provokere og revolutionere, mødes han af en del modstand fra traditionalister. "Nuka Eskimo Diva" er en fortælling om en ung mands kamp for at være den, han er.